# Општина Будаку де Жос (Бистрица-Насауд)
Будаку де Жос (рум. Budacu de Jos) општина је у Румунији у округу Бистрица-Насауд.
Oпштина се налази на надморској висини од 346 m.